# Ensheim
Pour les articles homonymes, voir Ensheim (homonymie).
Ensheim est une municipalité allemande située dans le land de Rhénanie-Palatinat et l'arrondissement d'Alzey-Worms.